# Estação Ferroviária de Canhoca
Canhoca é uma interface ferroviária no Caminho de Ferro de Luanda, na província de Cuanza Norte, em Angola. 

## Serviços
A interface é servida por comboios de longo curso no trajeto Musseques–Malanje.